# Limnephilus mclachlani
Limnephilus mclachlani là một loài Trichoptera trong họ Limnephilidae. Chúng phân bố ở miền Cổ bắc.